# Antoni Perulles Estivill
Antoni Perulles Estivill, (hiszp.) Antonio Perulles Estivill (ur. 5 maja 1892 w Cornudella, zm. 12 sierpnia 1936 w Falset) – błogosławiony prezbiter, ofiara prześladowań antykatolickich okresu hiszpańskiej wojny domowej, zamordowany z nienawiści do wiary (łac) odium fidei i uznany przez Kościół katolicki za męczennika, członek Bractwa Kapłanów Robotników od Serca Jezusa.

## Życiorys
Studia teologiczne podjął w kolegium San Giuseppe w Tortosie i tam został przyjęty do założonego przez późniejszego błogosławionego Emanuela Domingo y Sol kapłańskiego Stowarzyszenia Robotników Diecezjalnych. Po otrzymaniu sakramentu święceń kapłańskich w Burgos (1916 r.) skierowany został do pracy seminaryjnej. Realizował swój apostolat pełniąc różne obowiązki w seminariach na rzecz aktywizowania środowisk robotniczych do powołań kapłańskich i formacji chrześcijańskiej. Od 1932 r. pracował w wyższego seminarium duchownego Diecezji Orihuela-Alicante, gdzie od 1933 r. pełnił funkcję rektora. Po wybuchu eskalacji prześladowań katolików, okresu hiszpańskiej wojny domowej, został zastrzelony na drodze między miejscowościami El Morell i Falset. Przed śmiercią wybaczył swoim prześladowcom.
1 października 1995 roku papież Jan Paweł II, w czasie mszy świętej na Placu Świętego Piotra w Watykanie dokonał beatyfikacji grupy 45 męczenników wojny domowej w Hiszpanii w której znalazł się Antoni Perulles Estivill wraz z ośmioma towarzyszami, członkami Bractwa Kapłanów Robotników od Serca Jezusa.
Szczególnym miejscem kultu Antoniego Perullesa Estivilla jest Diecezja Tortosa i Diecezja Orihueli-Alicante, zaś atrybutem męczennika jest palma.
W Kościele katolickim wspominany jest w dies natalis (12 sierpnia).